# Símos Ioannídis
Símos Ioannídis (Simos Ioannidis, Motesnitsa) är en ort i Grekland.   Den ligger i prefekturen Nomós Florínis och regionen Västra Makedonien, i den norra delen av landet, 400 km nordväst om huvudstaden Aten. Símos Ioannídis ligger 769 meter över havet och antalet invånare är 221.
Terrängen runt Símos Ioannídis är huvudsakligen kuperad, men västerut är den bergig. Runt Símos Ioannídis är det ganska glesbefolkat, med 25 invånare per kvadratkilometer. Närmaste större samhälle är Florina, 4,4 km öster om Símos Ioannídis. Trakten runt Símos Ioannídis består till största delen av jordbruksmark.